# Oranje lijn (metro van Washington)
De Orange Line (vertaald: de oranje lijn) is een metrolijn van de metro van Washington en opereert tussen 26 stations. De Oranje lijn werd geopend op 20 november 1978. Ongeveer de helft van de haltes wordt gedeeld met de Blue Line. De in 2014 geopende Silver Line deelt zelfs bijna drie kwart van de stations.
Er zijn 30 treinstellen nodig om op maximumcapaciteit (piekuren) te kunnen werken.

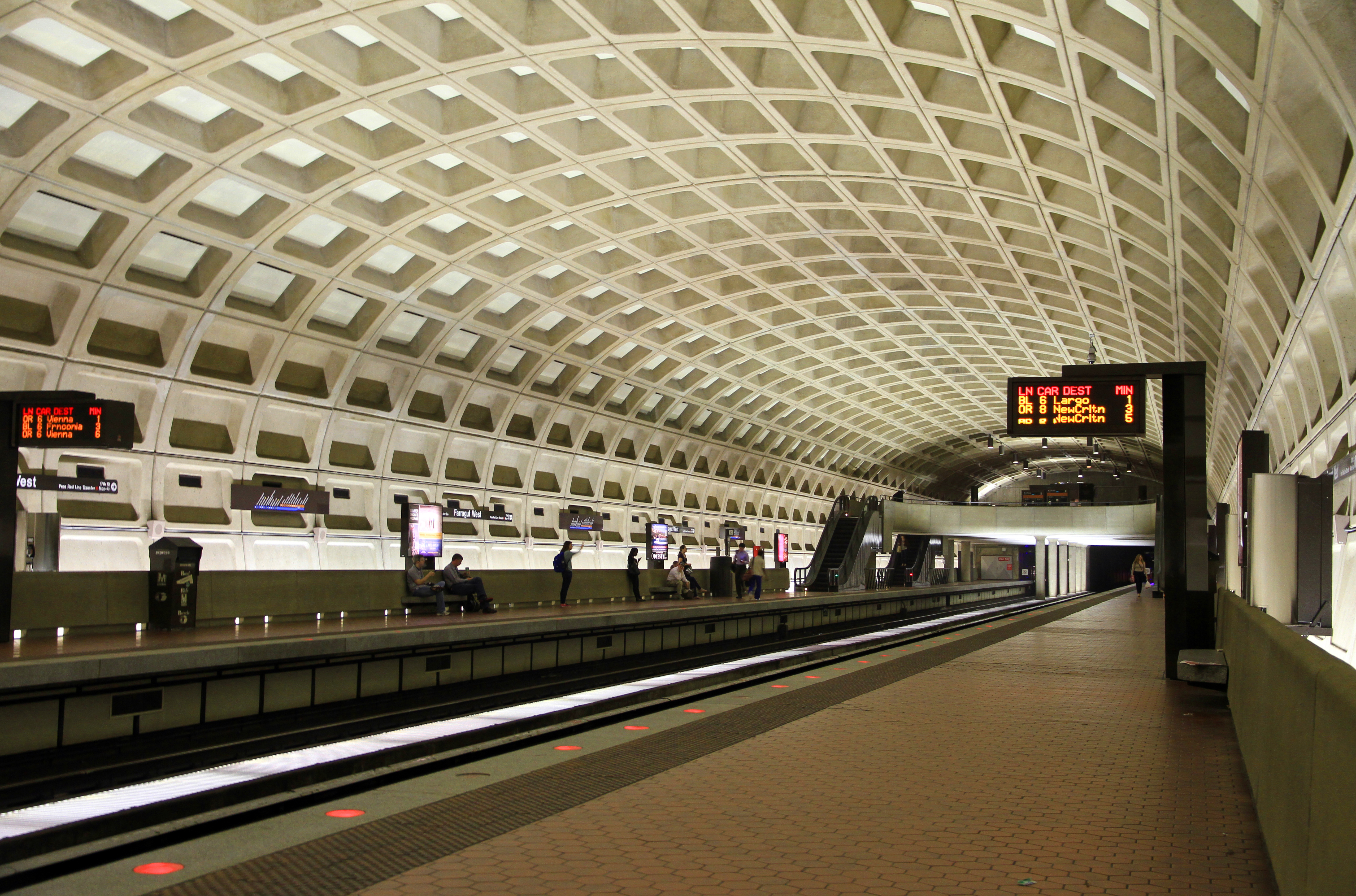
Tunnel